# 陳韡
陳韡（1179年—1261年），字子華，福州侯官人。開禧元年乙丑科進士。宋參知政事。
父親陳孔碩，為朱熹、呂祖謙門人，有弟陳韔。

## 生平
開禧元年登進士第，從葉適學。景定二年卒，年八十有三。贈少師，諡忠肅。

## 評價
《宋史》評曰：陳韡將帥才也，優於別之傑多矣。

## 遺址
今福建省福州市鼓樓區安泰河邊的朱紫坊街區內，有宋參知政事陳韡所築的「芙蓉別館」遺址。

## 延伸阅读
[在维基数据编辑]
 《宋史·卷419》，出自脱脱《宋史》